# Roxy Mitchell
Roxanne Lizette Mitchell (27 maart 1978-1 januari 2017) is een personage uit de Britse soapserie EastEnders. Ze werd sinds 2007 gespeeld door Rita Simons die in 2008 tot Beste Nieuwkomer werd benoemd tijdens de Digital Spy Soap Awards.

## Geschiedenis

#### Familiebanden en karaktertrekken
Roxy en haar oudere zus Ronnie zijn de nichtjes van kroegbaas Peggy Mitchell. Ze hebben soortgelijke karakters als hun kalende neven Grant en Phil; Roxy is onvolwassen en onbezonnen (zoals Grant), Ronnie is overbeschermend en gesloten en kan agressief uit de hoek komen als dat moet (zoals Phil). In feite zijn de zusjes vernoemd naar de gangsterbroers Ronnie en Reggie Kray.

### 2007

#### Aankomst in Walford
Roxy en Ronnie arriveren op 24 juli 2007 in Albert Square; ze zijn uit Ibiza overgekomen voor de bruiloft van Phil, een bruiloft die echter niet doorgaat omdat diens aanstaande, Stella Crawford, zelfmoord pleegt. Terwijl Peggy met Phil en kleinzoon Ben (maandenlang mishandeld door Stella) bij Grant in Portugal logeert nemen de zusjes zolang de honneurs waar in de Queen Vic(toria); niks nieuws want op Ibiza hebben ze samen een bar gerund.

#### Liefdesproblemen en zustertwisten
In augustus 2007 krijgt Roxy onverwacht bezoek van haar lastige verloofde Damian; ze probeert hem op afstand te houden door te doen alsof ze zwanger is van de impopulaire Ian Beale (eigenaar van de cafetaria en de friettent) maar als hij twee maanden later terugkomt verleidt Roxy hem in de hoop het geld los te peuteren om samen met Ronnie de nachtclub te kunnen kopen. Damian krijgt het echter door maar omdat Ronnie hem dreigt aan te geven voor seksuele aanranding legt hij alsnog het geld op tafel en verdwijnt hij alsnog uit beeld. Roxy geeft het geld uit aan een peperdure Suzuki Escudo en een boxer-puppy (Albert).
Vandaar dat ze er niet bij wordt betrokken wanneer Ronnie de handen ineenslaat met ex-politieman Jack Branning om de concurrent (gangsterdochter Ruby Allen) voor te zijn. Roxy is woedend als ze hierachter komt en gaat met Ronnie op de vuist; onvermijdelijk wordt er oud zeer opgerakeld en dat Ronnie een relatie heeft met Jack valt ook moeilijk te verkroppen. Roxy denkt haar wraak te kunnen krijgen door Jack met diens ex-vrouw te betrappen en dat aan Ronnie te vertellen (die naar goed Mitchell-gebruik haar vuist laat spreken); maar het lachen vergaat haar, want een paar maanden later zijn Ronnie en Jack weer (even) bij elkaar.
Ondertussen zet Roxy in november 2007 haar zinnen op ex-misdadiger Jase Dyer; deze kiest echter voor Dawn Swann, ook iemand die lange tijd berucht was om haar sletterig gedrag en nu tot een make-under wordt aangezet, want wie wil er nou op Roxy Mitchell lijken?

### 2008

#### Relatie met Sean Slater en zwangerschap
Op 27 maart 2008 wordt Roxy dertig; ze viert het in de nachtclub (R&R) waar ze uit de klauwen van een drugsdealer wordt gered door het aldaar werkzame enfant terrible Sean Slater. In de kelder van de Vic wordt de basis gelegd voor een seksrelatie; daarnaast zorgt Sean ervoor dat Roxy tot Bardame van het Jaar wordt gekozen. Ronnie komt erachter dat Sean zelf in drugs handelt en neemt maatregelen, want het mag absoluut niet zo zijn dat Roxy in haar coke-verslaving terugvalt. Roxy kan dit echter niet waarderen en met een flinke slok achter de kiezen doet ze het met de opnieuw gedumpte Jack.
Na het per ongeluk aanrijden van Pat Evans (getekend door jarenlange prostitutie en mislukte huwelijken) valt Roxy regelmatig flauw; uiteindelijk blijkt ze zwanger te zijn. Als Ronnie dat hoort eist ze dat Roxy het kind laat weghalen; ook hier komt het verleden om de hoek kijken want op haar veertiende beviel Ronnie van een dochter die ze onder dwang van hun manipulatieve vader Archie moest afstaan voor adoptie.
De zusjes bereiden een terugkeer voor naar Ibiza nu niemand nog op de hoogte is van de zwangerschap, maar als Roxy het slachtoffer wordt van een ruzie tussen Sean en Jack moet Ronnie wel de waarheid vertellen. Roxy maakt Sean wijs dat ze samen een gezinnetje kunnen stichten waarna ze alsnog met Ronnie op het vliegtuig naar Ibiza stapt.

#### Huwelijk
Na een knallende ruzie keert Roxy terug naar Engeland; een op het oorlogspad zijnde Ronnie zet de achtervolging in en komt uit in het landhuis van Archie in Dorset. In tegenstelling tot Ronnie kan Roxy wel met haar vader opschieten; ze wil zelfs bij hem blijven wonen maar komt daar op terug als Sean in beeld verschijnt om zijn liefde voor haar te verklaren.
Roxy trekt bij de Slaters in, tot grote ergernis van Ronnie die wraak neemt door drugs in Seans jas te stoppen en zich te laten slaan; hoewel Roxy getuige is van dat laatste kiest ze onvoorwaardelijk voor Sean en plant het stel een geheim huwelijk op 1 augustus 2008. Een boze Ronnie komt er via oma Slater (Mo Harris) achter waar de ceremonie zich afspeelt en stormt binnen vlak voordat Roxy haar ja-woord aan Sean geeft; Ronnie beseft echter dat ze haar kleine zusje voorgoed kwijtraakt als ze niet inbindt en doet alsof ze het huwelijk haar zegen geeft. Na afloop is er een last-minute-receptie in de Vic waar onverwachts een nieuw stel binnenkomt: Archie en Peggy.
Roxy en Sean gaan in de kroeg wonen maar worden zwaar op de proef gesteld door de bemoeienissen van Archie; Roxy ziet zich genoodzaakt om te liegen over de datum van de babyscan als haar vader eenmaal voorstelt om mee te gaan. In september 2008, tijdens het welkomstfeest voor Bianca Jacksons liefdespartner Tony King, verkondigen Roxy en Sean dat ze een dochter krijgen.
Dit dreigt echter op een miskraam uit te lopen als Roxy op 16 oktober voorover valt bij de ingang van metrostation Walford East (ze was van plan om Ronnies ex-vriend Joel op te zoeken); ze laat zich onderzoeken door huisarts Poppy Merritt en er blijkt niets aan de hand te zijn.

#### Geboorte van Amy
Na een zware en vroegtijdige bevalling ziet Roxy's dochter op 17 november 2008 het levenslicht; ze wordt Amy genoemd, naar haar nicht die volgens Archie op zevenjarige leeftijd is overleden maar nog springlevend is en zelfs naar Walford is gekomen.
Dankzij Archie wordt Sean niet ingelicht over de bevalling maar dankzij z'n grofgebekte zus Stacey is ie alsnog van de partij; Roxy heeft echter haar conclusies getrokken en wil niets meer met hem te maken hebben. Ians zwager Christian Clarke stelt voor om de vaderrol op zich te nemen; Roxy ziet er wel wat in maar al snel besluit ze om Sean een herkansing te geven, tot groot verdriet van Christian (die overigens homoseksueel is).
Roxy en Sean willen op zichzelf gaan wonen en zijn zelfs bereid om naar Dagenham te verhuizen. Archie is woedend en spaart kosten noch moeite om dit huwelijk kapot te maken. Hij wordt daarbij geholpen door de uitslag van de DNA-test die Roxy heeft laten rondslingeren (op 12 december vertelde ze Christian dat Amy niet door Sean is verwekt) en geeft Jacks zus Suzy de opdracht om dit nieuws op meedogenloze wijze naar buiten te brengen.

#### Ontvoering en scheiding
Op Eerste Kerstdag 2008 (traditiegetrouw een dag waarop relaties en/of inwoners sneuvelen) wordt Sean met de harde waarheid geconfronteerd; "Is dit soms een grap ?". Roxy barst in tranen uit en spreekt later met hem af in de wasserette om hem alles uit te leggen; ze wordt echter ter plekke gedumpt en bij thuiskomst is Amy spoorloos verdwenen.
Amy is ontvoerd door Sean maar wordt door Stacey teruggegeven aan Roxy in de wetenschap dat er een grootscheepse zoektocht op touw is gezet. Sean voelt zich verraden en op 1 januari 2009 lokt hij Roxy en Amy naar een bevroren meer; Roxy voelt nattigheid en zorgt ervoor dat Ronnie en Jack per mobiel kunnen meeluisteren. Ze komen op tijd om Roxy uit het wak te halen, en ook Sean heeft het overleefd; hij beseft dat zijn rol is uitgespeeld en neemt met stille trom afscheid.

### 2009

#### Breuk met Ronnie en overlijden van Danielle Jones
Dat Roxy door haar zus is gered betekent geenszins dat alles is vergeten en vergeven; Ronnie, die vanwege Archie uit de Vic vertrok, blijkt ongevoelig voor de smeekbeden om terug te komen en kan geen tante zijn voor Amy zonder aan het hoogverraad te worden herinnerd.
Roxy lijkt er nu alleen voor te staan totdat Jack haar in maart 2009 een kinderwagen geeft en een creditcard om spullen te kopen voor Amy. Roxy gebruikt het echter voor zichzelf en bouwt een feestje in de nachtclub waar de drank rijkelijk vloeit. Ronnie komt daarachter en eist dat Roxy de creditcard overhandigt waarna de zusjes elkaar te lijf gaan; dit blijkt een typisch geval van wrong time, wrong place want de ruzie speelt zich af bij het bordeel dat verkiezingskandidate Peggy wil laten sluiten, en juist op het moment dat die met de pers komt aanzetten om haar gekreukte imago op te vijzelen arriveert ook de politie.
Roxy en Ronnie worden voor illegale prostituees aangezien en meegenomen; tijdens hun nachtje in de cel lijken ze weer naar elkaar toe te groeien maar binnen de kortste keren gaat het weer mis. Het wordt Roxy ten zeerste kwalijk genomen dat ze op Jacks geld teert en dat ze persona non grata Danielle Jones (Ronnies dochter) heeft gevraagd om te babysitten terwijl die net naar de abortuskliniek is geweest.
Op 2 april 2009, tijdens de bruiloft van Peggy, onthult Danielle de waarheid over zichzelf; Ronnie weigert haar te geloven maar dat verandert pas als Roxy haar zus een glas aanreikt waarin een medaillon blijkt te zitten met een jeugdfoto van Ronnie. De moeder-dochterrelatie is van korte duur, want Danielle wordt doodgereden door Janine Butcher (wier vader Frank op soortgelijke wijze Peggy's schoondochter Tiffany Raymond van het leven beroofde). De bruiloft wordt ook afgelast maar dat komt doordat Archie's ware aard aan het licht is gekomen; Roxy voelt zich schuldig.
Roxy heeft zich weer verzoend met Ronnie en wil dat graag zo houden, maar ondertussen begint ze wel weer iets met Jack. Tijdens de doopplechtigheid van Amy op 5 mei worden ze betrapt door Ronnie; Roxy wil dit niet en dwingt Jack te kiezen tussen Amy en Ronnie die net niet naar Ibiza vertrekt. Ze blijft vooralsnog met lege handen achter, maar wanneer Ronnie eind juni met de noorderzon vertrekt vanwege een onvervulde kinderwens probeert ze haar slag weer te slaan. Jack weigert hier echter op in te gaan in de wetenschap dat Ronnie elk moment terug kan komen.

#### Verzoening met Archie en vete met Sam
De afgelopen tijd heeft Roxy geheimzinnige telefoongesprekken gevoerd, en begin juli wordt duidelijk met wie; Archie is terug als de nieuwe eigenaar van Albert's Square 27. Peggy is razend en zet haar verraderlijke nichtje uit de kroeg. "Ik deed dit alleen maar om te helpen" houdt Roxy vol. Op 16 juli treft ze Ronnie om haar op afstand te houden; "Jack heeft een nieuwe vriendin" en "Je bent veel beter af waar je nu bent". Met deze stap lijkt Roxy opnieuw punten te verspelen want al snel keert Ronnie terug. Roxy verlaat Archie nadat ze erachter komt dat hij Janine Butcher heeft betaald om te spioneren.
In september keert Roxy terug van een vakantie in Spanje en staat haar een onaangename verrassing te wachten; nicht Sam, niet bepaald haar favoriete familielid, is incognito overgekomen vanuit Brazilië waar ze ruim vier jaar lang was ondergedoken wegens medeplichtigheid op de moord op kroegbaas Den Watts. Peggy's bange vermoedens worden bewaarheid; Roxy vertelt alles door aan Archie en dankzij een anoniem telefoontje op 11 september wordt Sam (die sowieso weinig vrienden heeft gemaakt) in de boeien geslagen. De beller blijkt Sams aartsrivale Bianca Jackson. Inmiddels is Sam weer op vrije voeten doordat Ronnie, die eigenlijk van plan was de Square te verlaten en een nieuwe nachtclub te openen, Archie heeft afgetroefd in het betalen van de borgsom.
Op 28 september ontdekt Roxy bij Ronnie een zwangerschapstest en trekt onmiddellijk haar conclusies. Een week later blijken die onjuist te zijn, want Joel heeft zich laten steriliseren en inmiddels heeft Ronnie hem als oud vuil aan de kant gezet.
Op 17 november komt aan het licht dat Jack een affaire heeft met Sam. Roxy is woedend op ze en gooit Sam de kroeg uit.

#### Schulden en machtsovername
Dankzij Archie is Sam met anderhalve ton aan familiegeld gevlucht; geld dat bedoeld was om schulden te betalen. Ian sluit een lening af en stelt een contract op dat hem na twee weken tot eigenaar van de kroeg maakt. De Mitchells doen hun uiterste best om het geld bijeen te krijgen; de Zusjes organiseren op 17 december met tante Sally een lunch in het buurtcentrum, en diezelfde dag kondigt Ben aan dat Ian de betalingstermijn met een week verlengt. Dit blijkt echter een valse belofte, want de voor chantage gezwichte Ian heeft de overeenkomst aan Archie en Janine verkocht. Op 18 december maken de Mitchells kennis met de nieuwe kroegbazen maar ze zijn niet van plan om zich klein te laten krijgen; op de 21e lokt Roxy Archie naar de kroeg en hem uit te nodigen voor het Kerstdiner in de hoop dat hij zich zal bedenken. Alles gaat goed totdat Janine binnenkomt en Ronnie, die ontzettend veel moeite had om aan dit plan mee te werken, in woede ontvlamt. Archie weet genoeg: "Jullie moesten je schamen! (Voor straf) kom ik morgen met de deurwaarders terug". Maar de Mitchells krijgen nog een klap te verwerken; de volgende dag wordt een boze Ronnie door Archie weggeduwd met als gevolg dat ze haar ongeboren kind verliest. Roxy en Peggy zoeken haar op, net als Jack die de nacht bij zijn ex doorbrengt. Ondanks de belofte om er een traditioneel Kerstfeest van te maken geven de Mitchells op 24 december de strijd op; Archie en Janine krijgen de kroeg, maar zoals Peggy zegt: "Zonder familie is er alleen nog maar een kil en leeg gebouw".

#### Moord op Archie en weerzien met Glenda
Op 25 december wordt Archie door het borstbeeld van Queen Victoria getroffen; vlak daarna komt hij te overlijden. Als Roxy de verlaten kroeg binnenstapt ziet ze Ronnie met bloed aan de handen. Ronnie is onschuldig maar de politie is daar niet van overtuigd en ook de teruggekeerde Sam vindt dat haar oudste nicht in de cel thuishoort. Roxy pikt dat niet en er ontstaat een knallende ruzie die door Jack wordt beëindigd. Ronnie komt vrij wegens gebrek aan bewijs. Roxy, die ook is ondervraagd, denkt te weten wie het wel heeft gedaan (Janine) en zegt dat recht in haar gezicht. Sam gaat nog een stapje verder door Peggy aan te wijzen als de dader; terwijl Peggy wordt meegenomen voor verhoor ontdekken Roxy en Ronnie dat de scheidingspapieren niet zijn ondertekend en dat de kroeg nog kan worden teruggewonnen. "You are still my girls" laat Peggy weten als ze bij thuiskomst wordt getroost, maar een vierde aanwezige is het daar niet mee eens. "No, they are my girls" protesteert een teruggekeerde Glenda (gespeeld door Dempsey & Makepeace-actrice Glynis Barber). Roxy is aanvankelijk niet blij met dit weerzien, maar een paar dagen later komen moeder en dochter alsnog tot elkaar.

### 2010

#### Overname kroeg en komst van Danny
Op 15 januari 2010 wordt het testament van Archie geopenbaard; Roxy erft meer dan drie miljoen pond plus het huis, de sportwagen, het autopaleis en de kroeg. Janine heeft het nakijken en wordt door Phil uit de Vic gegooid; ook Glenda verspeelt punten door ruzie te maken met Peggy. Roxy adviseert haar om voorlopig weer terug te gaan naar Frankrijk, maar ook dat blijkt een leugen; Glenda woont op een flatje in Zuid-Londen en heeft nooit een boetiek geopend.
Op 22 januari maakt Roxy bekend dat ze met de kroeg een jong publiek wil aanboren; dit houdt in dat Tracey het veld moet ruimen terwijl Peggy en Phil naar de achtergrond worden verbannen. Tot grote ergernis van Peggy worden Christian en Chelsea de nieuwe barkeepers.
Zelf heeft Roxy ook een appeltje te schillen met haar tante als ze vier dagen later een doktersbrief ontdekt waaruit blijkt dat Archie ongeneeslijke kanker had; omdat Peggy dit achterhield is ze niet welkom bij de begrafenis. Als Roxy van Ronnie hoort dat ze een broer van 20 (Danny) hebben gaan ze samen bij hun moeder langs voor uitleg, maar volgens de buurman (Reg) is Glenda verhuisd en is er geen Danny. Dit blijkt echter een bevestiging van Ronnies stelling dat de familie "vol (pathetische) leugenaars" zit.
Na afloop van de begrafenis zet Ronnie het op een feesten; Roxy vindt dit te ver gaan en de Zusjes krijgen weer ruzie totdat Danny binnenkomt; ze sluiten hem pas in de armen nadat Glenda langswipt met het bewijs dat hij werkelijk hun broertje is. Glenda is er echter niet blij mee dat Danny besluit om voorlopig in Walford te blijven.

#### Einde relatie en oplossing moord
Omdat haar een rechtszaak wegens oneervol ontslag boven het hoofd hangt houdt Roxy een open sollicitatie, maar ze zorgt er wel voor dat Tracey de baan niet krijgt; tijdens een etentje met haar vrienden (ten koste van huisarts Al Jenkins, met wie ze een relatie heeft) wordt Roxy gedwongen om Tracey weer in dienst te nemen aangezien ze geen kroeg weet te runnen en te preuts is om Peggy om hulp te vragen. De relatie met Al loopt echter ten einde wanneer terugkeert naar Cornwall voor een nieuwe baan en Roxy niet mee wil gaan.
Ondertussen is de moord op Archie nog steeds niet opgelost; als Roxy ziet dat Ronnie de gewraakte gevelposter wil overschilderen trekt ze meteen haar conclusie. Ronnie ontkent in alle toonaarden: "He was evil; hij heeft Stacey verkracht zoals ie ook mij jaren geleden heeft verkracht". Op 19 februari wordt Stacey's ex Bradley Branning als de schuldige aangewezen na een dodelijke sprong van het dak.

#### Opening beautysalon
Daarna keert Danny terug naar de Square; Roxy neemt hem aan als barman maar ontvlamt in woede als hij het borstbeeld (moordwapen) weer op z'n plaats zet. "(Archie) zou het ook zo hebben gewild" redeneert hij. Maar Danny lijkt niet alleen uiterlijk op z'n vader, zo saboteert hij de pomp in de kroeg waardoor Roxy wordt gedwongen om bij Peggy te vragen aan te kloppen voor hulp, en op 15 maart wordt ze door Danny aangemoedigd om de beautysalon van Jack's schoonzus Tanya Branning over te nemen. Ze komt hier echter op terug als blijkt dat ook Ronnie het pand wil kopen om er een eigen kroeg te beginnen. Roxy besluit alsnog naar de veiling te gaan en Ronnie uit te schakelen; maar Ronnie weet hoe vastberaden haar zus is en laat de prijs opschroeven van honderdvijftien naar honderdzestigduizend pond.
De opening van de salon (Roxy's) dreigt een grote flop te worden (verkeerde beginletter, afwezigheid van klanten), maar dankzij de hulp van Danny wordt het alsnog een succes. Roxy vertrouwt haar broertje blindelings en heeft niet in de gaten dat hij (samen met Glenda) erop uit is om haar erfenis in te pikken.
Als de geheime relatie tussen Syed Masood (een getrouwd moslim) en Christian aan het licht komt, is Roxy de eerste om ze te verdedigen tegenover de ouders (Zainab en Masood) van Syed. Maar als Christian in elkaar geslagen wordt door de mannen van Syed's schoonvader Qadim, treft Roxy strenge maatregelen; Syed is niet langer welkom in de kroeg.

#### Verkoop Vic?
Na amper zes maanden is Roxy uitgekeken op haar kroeg en wil ze het verkopen, ongeacht de gevolgen voor de rest van de familie. Uiteindelijk wordt ze verstandig en geeft ze de Vic terug aan Peggy. Lang duurt dit niet, omdat de kroeg in vlammen opgaat waarna Peggy de Square voor gezien houdt.

### 2011-2017

#### Draagmoederschap en terugkeer in de kroeg
Roxy toont zich bereidt een draagmoeder te zijn voor Christian en Syed, maar ze wil niet zwanger worden. Dan ontdekt ze ook nog eens dat Ronnie haar doodgeboren zoon voor die van Kat Moon heeft verwisseld en dat haar relatiepartner Michael Moon (de echte vader) Ronnie probeert op te laten draaien voor de ontvoering van de kleine Tommy. Roxy maakt het uit met Tommy en probeert Ronnie vergeefs op vrije voeten te krijgen. Dankzij Phil wordt ze weer bardame in de Vic.

#### Relatieproblemen
Roxy krijgt een relatie met Alfie maar wordt gedwongen te kiezen tussen hem en Ronnie als deze na twee jaar weer vrijkomt. Ze kiest voor Alfie die echter nog steeds van Kat houdt en er vlak na de bruiloft vandoor gaat; de zusterband herstelt zich weer. Vervolgens gaat Roxy met Carl, dezelfde man die Phil het ziekenhuis in heeft gereden en Ronnie probeerde te verkrachten.
Roxy heeft vervolgens een relatie gehad met Dean Wicks en een onenightstand met een zekere Andy; in werkelijkheid is hij Gareth Jones, de wraakzuchtige adoptiebroer van Danielle.

#### Overlijden
Op 1 januari 2017 wordt bekendgemaakt dat Roxy en Ronnie zijn verdronken.